# Митрополит карловачки Стефан (Стратимировић)
Стефан Стратимировић (или Стеван Стратимировић) (Кулпин, 27. децембар 1757 — Сремски Карловци, 23. септембар 1836) био је српски православни митрополит карловачки од 1790. до 1836. године.

## Биографија
Рођен је у Кулпину у Бачкој, од оца Јована (а деде Николе - Милоша Аквизитора Вучковића) спахије кулпинског и мајке Ангелине. Стратимировићи су пореклом из Херцеговине.
Дана 17. јула 1745. године добио је Богић Вучковић-Стратимировић, имање у Кулпину и племство за војничке заслуге од царице Марије Терезије. Населила су се тако 1745. године четири брата Стратимировића (Богић, Иван, Тома и Милош), на пустари од 10.000 јутара земље, удаљеној четири километра од Бачког Петровца. Иван Стратимировић је своје племство исказао 1753. године у Бачкој жупанији. Митрополит Стефан је 30. новембра 1793. године у Кулпину саставио „Родослов фамилије Стратимировића”.
Отац је рано умро, па је сав терет подизања његовог и брата Јована, спао на мајку. Стефан је завршио основну школу у Кулпину и Бегечу, а остатак детињства провео у Бечу, уз свог дотадашњег кулпинског учитеља и ментора који се одселио у Беч. Вратио се затим у Бачку где је гимназију у Новом Саду започео, па наставио у Сегедину, Кечкемету и матурирао у Вацу. Из Ваца је прешао 1775. године да студира филозофију и право у Будиму и Бечу. У Будиму је као и у Сегедину раније Стефан био веома омиљен; ту је стекао пријатељства и познанства са колегама који ће касније постати важне личности у Мађарској и Хрватској. Те друштвене везе је током живота одржавао, и у интересу свог српског народа и његове православне цркве. "Јуридичкеске науке" (право) је затим студирао у царској престоници Бечу, код проф. Фандерната.
Као свршени правник отишао је у Сремске Карловце и обратио се тадашњем архиепископу и митрополиту Мојсеју Путнику. Богословију је учио приватно у Сремским Карловцима на препоруку митрополитову код архимандрита Јована Рајића, јер српских богословских школа тада није било. Замонашио се 29. јуна 1784, а убрзо је 15. августа 1784. године постао архимандрит крушедолски. Сва калуђерска звања прошао је убрзо и то исте 1784. године, између 25. марта и 15. августа. Иако архимандрит крушедолски, више времена је проводио у Карловцима. У то време је становао у двору код митрополита Мојсија и помагао му у вођењу црквено-народних послова.

### Архијереј српски, митрополит Карловачки
Изабран је 15. маја 1786. године за епископа епископа будимског. Кандидати су били осим њега још и архимандрити раковачки Генадије Димовић и гргетешки Кирило Живковић. Када су били кандидати на пријему код аустријског цара Јосифа II он се определио за најмлађег међу њима, за Стратимировића. Хиротонисан је 15. јуна 1786. и био епископ будимски у периоду 1786—1790. године. Стефан је током свог владиковања уводи ред у својој епархији, водио бригу о црквама и школама. Током аустријско-турског рата сачувао је драгоцену карловачку црквену митрополијску архиву, која му је из предострожности поверена на чување. За ту прилику изнајмио је у Сентандреји добар, сув дућан снабдевен јаким гвозденим решеткама, чија су врата била замандаљена и туторским печатима обележена. За митрополита карловачког је изабран на Темишварском сабору, 29. октобра 1790. године са 33 године. Био је најмлађи епископ и старије владике нису ни криле своје незадовољство због тога. Међутим Стратимировић се добро држао на угарској Дијети у Пожуну, и од тада је био сасвим прихваћен од колега.
Као карловачки митрополит Стратимировић је нарочиту пажњу посветио подизању просветних установа. Уз помоћ трговца Димитрија Анастасијевића Сабова (1726 — 1803) основао је: 1791 — 1792. године Карловачку гимназију, 1793. године Карловачку богословију, 1797. године Благодејаније (касније Стефанеум). Основао је 1809. године „Цртачку школу” при Нормалној школи у Карловцима. Његовом заслугом основана је и гимназија у Новом Саду 1810. године.
Уредио је и употпунио митрополијску библиотеку, завео је ред у цркви и дисциплину међу свештенством. Годинама је био вођа Срба у Аустријској царевини и водио борбу против бечких покушаја унијаћења Срба. Црквеним животом Срба Стратимировић је углавном управљао сам и то одлучно, енергично и разумно.
Под снажним утицајем борбе и да би очувао православље, Стратимировић постаје све више и више конзервативан и тако је био противник реформи језика Доситеја Обрадовића и Вука Стефановића Караџића. Помогао је устанике Првог српског устанка. Активно је учествовао у гушењу Тицанове буне у Срему 1807. године, иако му је живот био угрожен.
Митрополит Стефан Стратимировић је крајем 18. века постао слободни зидар. Ступио је у масонску ложу "Vigilantia", у Осијеку (пописан 1785), као крушедолски архимандрит. Стефан је био један од претеча масонерије у Србији, и по њему се још од прве половине 20. века (1936. године а и данас) назива масонска ложа „Митрополит Стратимировић” у Новом Саду. Изабран је 1792. године за тајног царског саветника.
Био је љубитељ науке и књижевности којом се и сам бавио. За собом је оставио приличан број радова, иако су за његовог живота била штампана само два његова рада. Објавио је 1801. године „Некролог Јовану Рајићу архимандриту”, затим „Љубосава и Радован” (песме, Будим, 1800) и „Oпит произведенија имен сих књаз и књига...”, (Будим 1805). Потписивао се са псеудонимом "С.С.". Оставио је радове на латинском, немачком и српском језику, међу којима има историјских, књижевних, црквених и других списа. Од ових радова су неки били штампани после његове смрти. Био је члан Ученог друштва из Гетингена.
Познато је да је митрополит  Стратимировић био не само мецена војвођанских сликара с  краја осамнаестог и прве половине деветнаестог века, већ и прави зналац и љубитељ уметности. Окупљао је око себе најбоље тадашње сликаре, па је чак 1890. у Сремским Карловцима основао и Цртачку школу.
Основао је пред смрт своју „Стипендију за православне ђаке”, са оснивачким писмом од 1836. године. Главница те задужбине је тада износила 54.069 ф 52 новчића. Задужбином су руководили карловачки митрополит и његови асистенти. Избор питомаца је вршио митрополит узимајући у обзир претходни школски успех у карловачким школама. Оставио је могућност да се повремено могу изабрати и понеки римокатолички ђаци.
Основао је 25. априла 1817. године „Фонд за зидање митрополијске резиденције ”(двора). На први улог од 30.000 ф. додао је десет година касније (1827) још 10.000 ф. па затим неколико мањих улога (по 5.000 ф. 1832. и 1833). Што укупно износи 50.000 ф. капитала. На челу митрополије карловачке провео је 46 година, што је петина од 230 година њеног укупног трајања (1690—1920).
Одликован је аустријским Орденом Леополда првог реда.
Умро је напрасно у ноћи између 23. и 24. септембра 1836. године у Сремским Карловцима. Сахрањен је у карловачкој Саборној цркви поред митрополита Павла Ненадовића.